# Alma Cortés
Alma Delia Cortés, född 26 december 1997, är en mexikansk friidrottare som tävlar i medel- och långdistanslöpning.

## Karriär

### 2014: Internationell mästerskapsdebut
I juli 2014 gjorde Cortés internationell mästerskapsdebut och tog guld på 1 500 meter samt brons på 800 meter vid centralamerikanska och karibiska juniormästerskapen i Morelia.

### 2018–2019: Första nationella medaljerna
Vid mexikanska mästerskapen 2018 i Monterrey tog Cortés silver på 1 500 meter. I maj 2019 tog hon ytterligare ett silver på 1 500 meter vid mexikanska mästerskapen i Chihuahua. I juli 2019 tog Cortés guld på 1 500 meter samt slutade på fjärde plats på 800 meter vid U23-NACAC-mästerskapen i Querétaro. Följande månad slutade på nionde plats på 1 500 meter vid panamerikanska spelen i Lima.

### 2021–2022: Första nationella guldet
Vid mexikanska mästerskapen 2021 i Querétaro tog Cortés silver på både 800 och 1 500 meter. I mars 2022 tog hon sig till final och slutade på 12:e plats på 1 500 meter vid inomhus-VM i Belgrad. I juni 2022 tog Cortés sitt första guld på 1 500 meter vid mexikanska mästerskapen i Morelia. Följande månad tävlade hon på 1 500 meter vid VM i Eugene, men gick inte vidare från försöksheatet.

### 2023–
I juli 2023 tog Cortés brons på 5 000 meter och slutade på fjärde plats på 1 500 meter vid centralamerikanska och karibiska spelen i San Salvador. Samma månad tog hon sitt andra raka guld på 1 500 meter vid mexikanska mästerskapen i Puebla. Följande månad tävlade Cortés på 1 500 meter vid VM i Budapest, men gick inte vidare från försöksheatet. I november 2023 slutade hon på fjärde plats på 1 500 meter vid panamerikanska spelen i Santiago.
I maj 2024 tog Cortés guld på 3 000 meter och brons på 1 500 meter vid iberoamerikanska mästerskapen i Cuiabá. I juni 2024 tog hon guld på 5 000 meter vid mexikanska mästerskapen i Mexico City. I augusti 2024 tävlade Cortés vid olympiska sommarspelen 2024 i Paris, men gick inte vidare från sitt kvalheat på 5 000 meter.

## Tävlingar

### Internationella
| År                  | Tävling                                             | Plats               | Placering           | Gren                | Tid                 |
| Tävlande för Mexiko | Tävlande för Mexiko                                 | Tävlande för Mexiko | Tävlande för Mexiko | Tävlande för Mexiko | Tävlande för Mexiko |
| ------------------- | --------------------------------------------------- | ------------------- | ------------------- | ------------------- | ------------------- |
| 2014                | Centralamerikanska och karibiska juniormästerskapen | Morelia             | 1:a                 | 1 500 meter         | 4.43,55             |
| 2014                | Centralamerikanska och karibiska juniormästerskapen | Morelia             | 3:e                 | 800 meter           | 2.16,01             |
| 2019                | U23-NACAC-mästerskapen                              | Querétaro           | 1:a                 | 1 500 meter         | 4.28,37             |
| 2019                | Panamerikanska spelen                               | Lima                | 9:e                 | 1 500 meter         | 4.22,29             |
| 2022                | Inomhusvärldsmästerskapen                           | Belgrad             | 12:e                | 1 500 meter         | 4.13,71             |
| 2022                | Världsmästerskapen                                  | Eugene              | 39:e (h)            | 1 500 meter         | 4.13,92             |
| 2023                | Centralamerikanska och karibiska spelen             | San Salvador        | 3:e                 | 5 000 meter         | 15.59,21            |
| 2023                | Världsmästerskapen                                  | Budapest            | 30:e (h)            | 1 500 meter         | 4.06,03             |
| 2023                | Panamerikanska spelen                               | Cuiabá              | 4:e                 | 1 500 meter         | 4.14,44             |
| 2024                | Iberoamerikanska mästerskapen                       | San Salvador        | 1:a                 | 3 000 meter         | 9.09,52             |
| 2024                | Iberoamerikanska mästerskapen                       | San Salvador        | 3:e                 | 1 500 meter         | 4.12,36             |
| 2024                | Olympiska sommarspelen                              | Paris               | 35:e (h)            | 5 000 meter         | 15.45,33            |

### Nationella
| - Mexikanska friidrottsmästerskapen (utomhus): - 2018: Silver – 1 500 meter (4.24,38, Monterrey) - 2019: Silver – 1 500 meter (4.20,07, Chihuahua) - 2021: Silver – 800 meter (2.07,16, Querétaro) - 2021: Silver – 1 500 meter (4.19,72, Querétaro) - 2022: Guld – 1 500 meter (4.17,42, Morelia) - 2023: Guld – 1 500 meter (4.17,73, Puebla) - 2024: Guld – 5 000 meter (16.16,92, Mexico City) \| Utomhus - 800 meter – 2.07,11 (Monterrey, 16 februari 2020)[6] - 1 500 meter – 4.06,03 (Budapest, 19 augusti 2023)[6] - 5 000 meter – 15.18,48 (Burnaby, 15 juni 2024)[6] \| Inomhus - 1 500 meter – 4.09,58 (Boston, 11 februari 2022)[6] - 3 000 meter – 8.56,75 (Boston, 15 februari 2025)[6] - 1 engelsk mil – 4.27,09 (Boston, 11 februari 2022)[6] \| - Alma Cortés på World Athletics webbplats (engelska) | |
| Utomhus - 800 meter – 2.07,11 (Monterrey, 16 februari 2020) - 1 500 meter – 4.06,03 (Budapest, 19 augusti 2023) - 5 000 meter – 15.18,48 (Burnaby, 15 juni 2024) | Inomhus - 1 500 meter – 4.09,58 (Boston, 11 februari 2022) - 3 000 meter – 8.56,75 (Boston, 15 februari 2025) - 1 engelsk mil – 4.27,09 (Boston, 11 februari 2022) |